# Stokely Carmichael
Kwame Ture, geboren als Stokely Standiford Churchill Carmichael (Port of Spain, Trinidad en Tobago, 29 juni 1941 – Conakry, Guinee, 15 november 1998), was een prominent organisator van de burgerrechtenbeweging in de Verenigde Staten en de wereldwijde pan-Afrikaanse beweging. Hij was een belangrijk leider in de ontwikkeling van de Black-Powerbeweging, eerst als leider van de Student Nonviolent Coordinating Committee (SNCC), daarna als de "erepremier" van de Black Panther Party (BPP), en uiteindelijk als leider van de All-African People's Revolutionary Party (A-APRP).
Carmichael was een van de oorspronkelijke SNCC-vrijheidsstrijders van 1961 onder leiding van Diane Nash. Hij werd een belangrijk stemrechtactivist in Mississippi en Alabama. Zoals de meeste jonge mensen in de SNCC raakte hij gedesillusioneerd door het tweepartijenstelsel toen de Democratische Nationale Conventie van 1964 de Mississippi Freedom Democratic Party niet als officiële afgevaardigde van de staat erkende. Hij besloot onafhankelijke, geheel zwarte politieke organisaties op te zetten, zoals de Lowndes County Freedom Organization en een tijdlang de Black Panther Party. Geïnspireerd door het voorbeeld van Malcolm X verwoordde hij een filosofie van Black Power en maakte deze populair door zowel provocerende toespraken als meer nuchtere geschriften. Hij werd een van de populairste en meest controversiële zwarte leiders van de late jaren zestig.
J. Edgar Hoover, directeur van de FBI, zag in Carmichael de meest voor de hand liggende opvolger van Malcolm X als Amerika's "zwarte messias". Omdat de FBI zijn opkomst via het COINTELPRO-programma wilde voorkomen, verhuisde hij in 1968 naar Ghana. Hij trouwde met zangeres Miriam Makeba en in 1969 verhuisden zij naar Guinee. Daar begon hij internationaal campagne te voeren voor een revolutionair socialistisch pan-Afrikanisme. In 1978 nam hij de naam Kwame Ture aan om zijn leermeesters Kwame Nkrumah en Ahmed Sékou Touré te eren.
Ture stierf in 1998 op 57-jarige leeftijd aan prostaatkanker.